# 万克利
万克利（法語：Vincly，法語發音：[vɛ̃kli]）是法国上法蘭西大區加来海峡省的一个市镇，属于蒙特勒伊区。

## 地理
万克利（50°33'31"N, 2°10'15"E）面积4.6 平方千米，位于法国上法蘭西大區加来海峡省，该省份为法国北部沿海省份，西北濒北海，南至索姆省，东临北部省。
与万克利接壤的市镇（或旧市镇、城区）包括：勒克兰冈、博梅斯莱艾尔、博米、马特兰冈、芒卡。

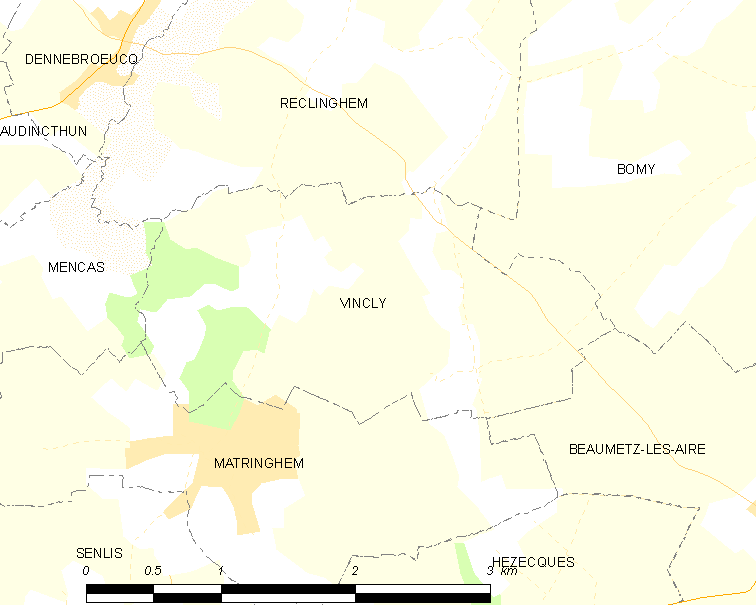
万克利的OSM定位图

万克利的时区为UTC+01:00、UTC+02:00（夏令时）。

## 行政
万克利的邮政编码为62310，INSEE市镇编码为62862。

## 政治
万克利所属的省级选区为弗吕日县。

## 人口

1962-2008年间万克利人口变化图示

万克利于2022年1月1日时的人口数量为149人。